# Joan Verdú
Joan Verdú Fernández (ur. 5 maja 1983 w Barcelonie) – piłkarz hiszpański grający na pozycji ofensywnego pomocnika.

## Kariera klubowa
Verdú urodził się w Barcelonie i jest wychowankiem akademii piłkarskiej FC Barcelona. Po grze w drużynach juniorskich trafił do drużyny rezerw i grał w niej do 2006 roku. Ocierał się o skład pierwszego zespołu prowadzonego przez Franka Rijkaarda, jednak nie zadebiutował w Primera División, a swoje premierowe spotkanie w koszulce pierwszego zespołu "Blaugrany" zaliczył w grudniu 2004 roku w Lidze Mistrzów, w meczu przeciwko Szachtarowi Donieck (0:2).
W lipcu 2006 roku Verdú odszedł na zasadzie wolnego transferu do Deportivo La Coruña. W Primera División zadebiutował 1 października w wygranym 2:0 domowym meczu z Realem Sociedad. Natomiast 11 lutego 2007 strzelił pierwszego gola w lidze, w wygranym 2:0 spotkaniu z Villarrealem. W 2007 roku zajął z Deportivo 13. miejsce w lidze, a w 2008 - 9. Jesienią tamtego roku awansował z "Depor" poprzez Puchar Intertoto do Pucharu UEFA.
Latem 2009 roku Verdú przeniósł się do Espanyolu Barcelona i podpisał z nim 4-letni kontrakt.

## Statystyki
Dane aktualne na dzień 13 lutego 2016 r.
| Sezon   | Klub                | Kraj      | Rozgrywki        | Mecze | Bramki |
| ------- | ------------------- | --------- | ---------------- | ----- | ------ |
| 2006/07 | Deportivo La Coruña | Hiszpania | Primera División | 14    | 2      |
| 2007/08 | Deportivo La Coruña | Hiszpania | Primera División | 24    | 1      |
| 2008/09 | Deportivo La Coruña | Hiszpania | Primera División | 34    | 7      |
| 2009/10 | RCD Espanyol        | Hiszpania | Primera División | 34    | 4      |
| 2010/11 | RCD Espanyol        | Hiszpania | Primera División | 37    | 5      |
| 2011/12 | RCD Espanyol        | Hiszpania | Primera División | 42    | 6      |
| 2012/13 | RCD Espanyol        | Hiszpania | Primera División | 39    | 9      |
| 2013/14 | Real Betis          | Hiszpania | Primera División | 21    | 2      |
| 2014/15 | Real Betis          | Hiszpania | Primera División | 0     | 0      |
| 2015/16 | ACF Fiorentina      | Włochy    | Serie A          | 5     | 1      |
| 2015/16 | Levante UD          | Hiszpania | Primera División | 13    | 1      |